# Enrichetta Carlotta di Nassau-Idstein
Enrichetta Carlotta di Nassau-Idstein (Idstein, 9 novembre 1693 – Delitzsch, 8 aprile 1734) è stata una nobildonna tedesca membro del casato di Nassau e per matrimonio Duchessa di Sassonia-Merseburg.

## Biografia
Nata nel castello di Idstein, era la quarta dei dodici figli nati dal matrimonio di Giorgio Augusto, Conte e poi dal 1688 Principe di Nassau-Saarbrücken-Idstein ed Enrichetta Dorotea di Oettingen-Oettingen. Dei suoi undici fratelli e sorelle, soltanto quattro raggiunsero l'età adulta: Cristina Luisa, per matrimonio Principessa della Frisia Orientale, Albertina Giuliana, per matrimonio Principessa Ereditaria di Sassonia-Eisenach, Augusta Federica, per matrimonio Principessa di Nassau-Weilburg e Giovannetta Guglielmima, per matrimonio Contessa di Lippe-Detmold.

## Matrimonio e figli
A Idstein il 4 novembre 1711, Enrichetta Carlotta sposò segretamente Maurizio Guglielmo, Duca di Sassonia-Merseburg.
Dopo otto anni di unione senza figli, il 23 giugno 1720 la Duchessa partorì una bambina, Federica Ulrica, che morì entro poche ore. Sebbene appare ufficialmente come la figlia del Duca, è altamente probabile che ella fosse il prodotto dalla relazione di sua madre con Friedrich Carl von Pöllnitz, l’Hofmarshal di Enrichetta Carlotta suo amante per diversi anni.
Dopo la morte del marito nel 1731, Enrichetta Carlotta si ritirò nel Castello di Delitzsch a Delitzsch, dove visse apertamente con von Pöllnitz fino alla sua morte tre anni dopo all'età di 40 anni. Fu sepolta nella Stadtkirche SS Peter und Paul a Delitzsch.

## Ascendenza
|                                                 |                                           |                                                       | Genitori                                         |  |  | Nonni |  |  | Bisnonni                            |  |  | Trisnonni                          |  |
|                                                 |                                           |                                                       |                                                  |  |  |       |  |  | Ludwig II, conte di Nassau-Weilburg |  |  | Albrecht, conte di Nassau-Weilburg |  |
|                                                 |                                           |                                                       |                                                  |  |  |       |  |  | Ludwig II, conte di Nassau-Weilburg |  |  | Albrecht, conte di Nassau-Weilburg |  |
|                                                 |                                           | Anna von Nassau-Dillenburg                            |                                                  |  |  |       |  |  | Ludwig II, conte di Nassau-Weilburg |  |  |                                    |  |
| Johann, conte di Nassau-Idstein                 |                                           |                                                       |                                                  |  |  |       |  |  | Ludwig II, conte di Nassau-Weilburg |  |  |                                    |  |
|                                                 |                                           | Anna Maria von Hessen-Kassel                          | Wilhelm IV, langravio d'Assia-Kassel             |  |  |       |  |  |                                     |  |  |                                    |  |
|                                                 |                                           | Anna Maria von Hessen-Kassel                          | Wilhelm IV, langravio d'Assia-Kassel             |  |  |       |  |  |                                     |  |  |                                    |  |
|                                                 |                                           | Anna Maria von Hessen-Kassel                          | Sabine von Württemberg                           |  |  |       |  |  |                                     |  |  |                                    |  |
| Georg August, conte di Nassau-Idstein           |                                           | Anna Maria von Hessen-Kassel                          |                                                  |  |  |       |  |  |                                     |  |  |                                    |  |
|                                                 |                                           | Philipp Georg, conte di Leiningen-Dagsburg-Falkenburg | Emich XI, conte di Leiningen-Dagsburg-Falkenburg |  |  |       |  |  |                                     |  |  |                                    |  |
|                                                 |                                           | Philipp Georg, conte di Leiningen-Dagsburg-Falkenburg | Emich XI, conte di Leiningen-Dagsburg-Falkenburg |  |  |       |  |  |                                     |  |  |                                    |  |
|                                                 |                                           | Philipp Georg, conte di Leiningen-Dagsburg-Falkenburg | Ursula von Fleckenstein                          |  |  |       |  |  |                                     |  |  |                                    |  |
| Anna von Leiningen-Dagsburg-Falkenburg          |                                           | Philipp Georg, conte di Leiningen-Dagsburg-Falkenburg |                                                  |  |  |       |  |  |                                     |  |  |                                    |  |
|                                                 |                                           | Anna zu Erbach                                        | Georg III, conte di Erbach-Breuberg              |  |  |       |  |  |                                     |  |  |                                    |  |
|                                                 |                                           | Anna zu Erbach                                        | Georg III, conte di Erbach-Breuberg              |  |  |       |  |  |                                     |  |  |                                    |  |
|                                                 |                                           | Anna zu Erbach                                        | Anna zu Solms-Laubach                            |  |  |       |  |  |                                     |  |  |                                    |  |
| Henriette Charlotte von Nassau-Idstein          |                                           | Anna zu Erbach                                        |                                                  |  |  |       |  |  |                                     |  |  |                                    |  |
|                                                 | Joachim Ernst, conte di Öttingen-Öttingen | Ludwig Eberhard, conte di Öttingen-Öttingen           |                                                  |  |  |       |  |  |                                     |  |  |                                    |  |
|                                                 | Joachim Ernst, conte di Öttingen-Öttingen | Ludwig Eberhard, conte di Öttingen-Öttingen           |                                                  |  |  |       |  |  |                                     |  |  |                                    |  |
|                                                 | Joachim Ernst, conte di Öttingen-Öttingen | Margaretha von Erbach                                 |                                                  |  |  |       |  |  |                                     |  |  |                                    |  |
| Albrecht Ernst I, principe di Öttingen-Öttingen | Joachim Ernst, conte di Öttingen-Öttingen |                                                       |                                                  |  |  |       |  |  |                                     |  |  |                                    |  |
|                                                 |                                           | Anna Dorothea von Hohenlohe-Neuenstein                | Karl VII, conte di Hohenlohe-Neuenstein          |  |  |       |  |  |                                     |  |  |                                    |  |
|                                                 |                                           | Anna Dorothea von Hohenlohe-Neuenstein                | Karl VII, conte di Hohenlohe-Neuenstein          |  |  |       |  |  |                                     |  |  |                                    |  |
|                                                 |                                           | Anna Dorothea von Hohenlohe-Neuenstein                | Sophia von Zweibrücken-Birkenfeld                |  |  |       |  |  |                                     |  |  |                                    |  |
| Henriette Dorothea von Oettingen-Oettingen      |                                           | Anna Dorothea von Hohenlohe-Neuenstein                |                                                  |  |  |       |  |  |                                     |  |  |                                    |  |
|                                                 |                                           | Eberhard III, duca del Württemberg                    | Johann Friedrich, duca del Württemberg           |  |  |       |  |  |                                     |  |  |                                    |  |
|                                                 |                                           | Eberhard III, duca del Württemberg                    | Johann Friedrich, duca del Württemberg           |  |  |       |  |  |                                     |  |  |                                    |  |
|                                                 |                                           | Eberhard III, duca del Württemberg                    | Barbara Sophia von Brandenburg                   |  |  |       |  |  |                                     |  |  |                                    |  |
| Christine Friederike von Württemberg            |                                           | Eberhard III, duca del Württemberg                    |                                                  |  |  |       |  |  |                                     |  |  |                                    |  |
|                                                 |                                           | Anna Katharina Dorothea von Salm-Kyrburg              | Johann Kasimir, conte di Salm-Kyrburg            |  |  |       |  |  |                                     |  |  |                                    |  |
|                                                 |                                           | Anna Katharina Dorothea von Salm-Kyrburg              | Johann Kasimir, conte di Salm-Kyrburg            |  |  |       |  |  |                                     |  |  |                                    |  |
|                                                 |                                           | Anna Katharina Dorothea von Salm-Kyrburg              | Dorothea zu Solms-Laubach                        |  |  |       |  |  |                                     |  |  |                                    |  |
|                                                 |                                           | Anna Katharina Dorothea von Salm-Kyrburg              |                                                  |  |  |       |  |  |                                     |  |  |                                    |  |